# Musikjahr 1738
Liste der Musikjahre

◄◄ | ◄ | 1734 | 1735 | 1736 | 1737 | Musikjahr 1738 | 1739 | 1740 | 1741 | 1742 | ► | ►►

Weitere Ereignisse
Dieser Artikel behandelt das Musikjahr 1738.

## Ereignisse

### Johann Sebastian Bach
- Johann Sebastian Bach ist seit dem 30. Mai 1723 Thomaskantor und musikalischer Leiter der Thomaskirche in Leipzig. Außerdem hat er 1729 die Leitung des 1701 von Georg Philipp Telemann gegründeten Collegium musicum übernommen. Durch die zusätzliche Leitung des Kollegiums erweitert er seine Wirkungsmöglichkeiten im Leipziger Musikleben beträchtlich. Mit diesem studentischen Ensemble führt er deutsche und italienische Instrumental- und Vokalmusik auf, darunter seine eigenen in Weimar und Köthen entstandenen Konzerte. Die Konzerte finden ein- bis zweimal pro Woche im Zimmermannischen Caffee-Hauß (1943 kriegszerstört) oder im dazugehörigen Garten statt.
- 28. April: Johann Sebastian Bach führt seine in Leipzig komponierte Kantate Willkommen, ihr herrschenden Götter der Erden (BWV Anhang 13) als Huldigung für das Königspaar und auf die bevorstehende Vermählung von Karl III. mit Maria Amalia erstmals auf. Der Text stammt von Johann Christoph Gottsched (auch Picander genannt).
- 24. Juni: Uraufführung der geistlichen Kantate Freue dich, erlöste Schar (BWV 30).
- Johann Sebastian Bach veröffentlicht seine Vorschriften und Grundsätze zum vierstimmigen spielen des General-Bass oder Accompagnement für seine Scholaren in der Music. Darin formuliert Bach eine prägnante Definition des Generalbass:

„Der General Bass ist das vollkommste Fundament der Music welcher mit beyden Händen gespielet wird dergestalt das die lincke Hand die vorgeschriebene Noten spielet die rechte aber Con- und Dissonantien darzu greifft damit dieses eine wolklingende Harmonie gebe zur Ehre Gottes und zulässiger Ergötzung des Gemüths und soll wie aller Music, also auch des General-Basses Finis und End-Ursache anders nicht, als nur zu Gottes Ehre und Recreation des Gemüths seyn. Wo dieses nicht in Acht genommen wird, da ists keine eigentliche Music, sondern ein teuflisch Geplerr und Geleyer.“

### Georg Friedrich Händel
- Georg Friedrich Händel wohnt seit Juli/August 1723 in London in der 25 Brook Street und bewohnt hier bis zu seinem Tod im Jahr 1759 zwei Stockwerke. Nahezu alle Werke, die seit 1723 entstehen, werden in diesem Haus komponiert. Auch die Vorbereitungen der Aufführungen finden oft im Händelschen Dining Room statt.

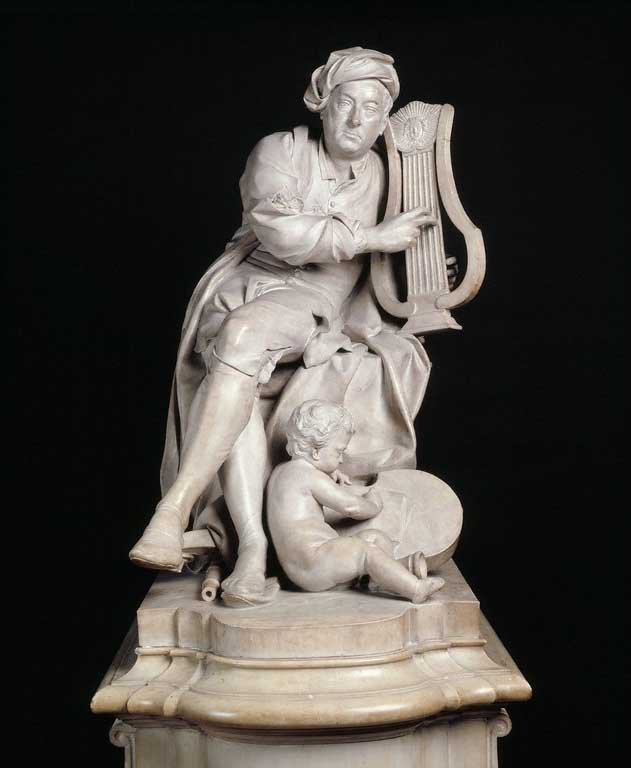
Händel-Denkmal 1738, Vauxhall Gardens London, von Louis-François Roubiliac (heute im Victoria and Albert Museum präsentiert)

- 03. Januar: Der berühmte Kastrat Caffarelli, der einer Einladung von Georg Friedrich Händel gefolgt ist, singt bei der Uraufführung von dessen Oper Faramondo nach einer literarischen Vorlage von Apostolo Zeno am Kings’ Theatre die Titelrolle. Trotz wohlwollender Kritiken bringt es das Stück nur auf sieben Aufführungen und wird dann abgesetzt.
- 25. Februar: Die Opera seria Alessandro Severo von Georg Friedrich Händel hat am Londoner Kings’ Theatre ihre Uraufführung. Die Titelrolle wird wiederum von Caffarelli gesungen. Das Stück floppt und kommt bis zum 30. Mai nur auf sechs Aufführungen und wird danach nicht mehr aufgeführt. Einzig das von Händel nach dem Bankrott seines Opernunternehmens für sich selbst organisierte und von seinen Freunden und Sängern dringend gewünschte vokale und instrumentale Benefizkonzert am 28. März ist mit nahezu 1300 Besuchern so überlaufen, dass man Sitz- bzw. Bankreihen auf der Bühne platzieren muss, und Händel deshalb reichliche Einnahmen zur Schuldendeckung erhält.
- 15. April: Die Oper Serse von Georg Friedrich Händel, HWV 40, nach dem Stück Il Xerse von Nicolò Minato hat am Londoner Kings’ Theatre ihre Uraufführung. Auch dieses Stück wird schon nach fünf Aufführungen abgesetzt und danach fast 200 Jahre nicht mehr gespielt. Da Caffarelli Händels Musik nicht zusagt, und dieser ebenso wenig von der Interpretation durch den Sänger überzeugt ist, wird die Zusammenarbeit am Ende der Spielzeit wieder beendet.
- Georg Friedrich Händel veröffentlicht bei John Walsh in London seine sechs Orgelkonzerte Nr. 1–6 op. 4 (HWV 289–294).
- Zu Ehren von Georg Friedrich wird ihm in Vauxhall Gardens ein durch Louis-François Roubiliac geschaffenes lebensgroßes Denkmal errichtet.

### Domenico Scarlatti
- Domenico Scarlatti ist der portugiesischen Prinzessin Maria Bárbara de Bragança, die er am Hofe des frommen und verschwendungssüchtigen Königs Johann V. in Lissabon kennengelernt und als Musiklehrer unterrichtet hatte, nach deren Heirat mit dem spanischen Thronfolger Don Fernando von Asturien (ab 1746 König Ferdinand VI.) nach Spanien gefolgt. Von Oktober 1730 bis 16. Mai 1733 war die Alcázares Reales in Sevilla seine feste Residenz und Wirkungsstätte. Danach zieht der Hof nach Norden in die Umgebung von Madrid, wo er je nach Jahreszeit abwechselnd in den Schlössern Buen Retiro, El Pardo, Aranjuez, La Granja und El Escorial weilt. Scarlatti steht vermutlich weiterhin in den „privaten“ Diensten von Maria Bárbara und scheint sich praktisch ausschließlich dem Cembalo und der Komposition seiner Sonaten zu widmen.
- 21. April: Scarlatti legt im Kapuzinerkloster San Antonio del Prado mit Zustimmung des portugiesischen Königs Johanns V. die Gelübde als Ritter des Ordens von Santiago ab.

### Georg Philipp Telemann
- Georg Philipp Telemann ist seit 1721 Cantor Johannei und Director Musices der Stadt Hamburg, eines der angesehensten musikalischen Ämter Deutschlands. In diesem Amt verpflichtet sich Telemann zur Komposition von zwei Kantaten wöchentlich und einer Passion pro Jahr, in späteren Jahren greift er allerdings bei seinen Kantaten auf frühere Werke zurück. Daneben komponiert er zahlreiche Musiken für private und öffentliche Anlässe, etwa für Gedenktage und Hochzeiten.
- Außerdem hat Telemann für ein Jahresgehalt von 300 Talern die Leitung der Hamburgischen Oper am Gänsemarkt übernommen, die er bis zur Schließung des Hauses im Jahr 1738 innehat.
- 00. Mai: Georg Philipp Telemann kehrt von seiner vielbeachteten Parisreise nach Hamburg zurück. Nach Paris war er – einem langgehegten Wunsch folgend und eingeladen von Musikern Jean-Baptiste-Antoine Forqueray, Jean-Pierre Guignon und Michel Blavet – im Herbst 1737 aufgebrochen. Mit mehreren Aufführungen seiner Werke gelangt Telemann hier endgültig zu internationalem Ruhm. Als erster deutscher Komponist darf er sich am Concert Spirituel vorstellen.

### Antonio Vivaldi
- Antonio Vivaldi ist seit 1726 musikalischer Leiter des Teatro Sant’Angelo in seiner Heimatstadt Venedig. Dort wird er sowohl als Komponist als auch als Geigenvirtuose zur lebenden Legende und zum „Wallfahrtsziel“ für viele Musiker aus ganz Europa.
- 27. Januar: Die Oper Rosmira (RV 731) von Antonio Vivaldi auf das Libretto von Silvio Stampiglia wird im Teatro San Angelo in Venedig uraufgeführt.
- 05. Februar: Uraufführung der Oper Il giorno felice von Antonio Vivaldi auf ein Libretto von Francesco Scipione Maffei im Kärntnertortheater in Wien.
- 00. Mai: Am Teatro Filarmonico di Verona wird Antonio Vivaldis Oper Catone in Utica auf das Libretto von Pietro Metastasio uraufgeführt.

### Weitere biografische Ereignisse
- Farinelli, der seit 1737 In Spanien weilt, bleibt hier fast fünfundzwanzig Jahre (1737–1759). Sein Gesang wird von der Königin Elisabetta Farnese eingesetzt, um die schweren Depressionen von Philipp V. zu kurieren, so wie dies 40 Jahre zuvor schon der berühmte Sopranist Matteuccio für Karl II. getan hatte. Neun Jahre lang (bis zum Tode Philipps 1746) darf Farinelli nur noch für den König singen – dieser Rückzug aus einer öffentlichen Opernkarriere mit nur 32 Jahren trägt noch zu seinem Mythos bei. Laut einem Brief Farinellis vom 15. Februar 1738 an seinen Freund Graf Pepoli muss er „jeden Abend ... acht oder neun Arien vortragen. Nie gibt es eine Ruhepause“. Später schreibt Charles Burney mit Berufung auf Farinellis eigene Aussage, es seien immer dieselben 4 Arien gewesen, darunter Johann Adolph Hasses „Per questo dolce amplesso“ und „Pallido il Sole“ aus Hasses Artaserse, sowie ein Menuet (vielleicht Fortunate passate mie pene von Attilio Ariosti), „welche er nach Gefallen zu verändern“ pflegt, also mit sogenannten willkürlichen Verzierungen versieht.
- Geminiano Giacomelli wird am 24. November 1738 als Nachfolger Tommaso Redis zum Kapellmeister der Santa Casa in Loreto ernannt, wo er bis zu seinem Tod 1740 tätig ist.
- Antonia Maria Merighi kehrt erneut nach London zurück, um sowohl Händel-Opern-Premieren als auch Opern anderer Komponisten mitzugestalten. Zudem singt sie bei Händels Benefizkonzert im King’s Theatre.
- Georg Reutter der Jüngere tritt die Nachfolge seines Vaters als erster Kapellmeister am Stephansdom an. In diesem Amt unterstehen ihm auch die Domsängerknaben.

### Gründungen
- 04. Mai: Zarin Anna Iwanowna gründet die Kaiserliche Theaterschule (heute: Waganowa-Ballettakademie). Der französische Ballettmeister Jean-Baptiste Lande ist der erste Schulleiter. Die ersten Schüler, zwölf Jungen und zwölf Mädchen, werden in der Eremitage unterrichtet. Ziel der Zarin ist es, Russlands erste professionelle Tanzkompanie zu formieren, das Kaiserlich-Russische Ballett, Vorläufer des heutigen Kirow-Balletts.
- Lorenz Christoph Mizler gründet die Correspondierende Societät der musicalischen Wissenschaften, eine virtuelle musikwissenschaftliche Gemeinschaft. Zu den Mitbegründern gehören außerdem Giacomo de Lucchesini († 1739) und Georg Heinrich Bümler (1669–1745). Zu den Mitgliedern werden unter anderem auch Georg Philipp Telemann und Johann Sebastian Bach gehören.

### Uraufführungen

#### Bühnenwerke

##### Oper
- 03. Januar: Der berühmte Kastrat Caffarelli, der einer Einladung von Georg Friedrich Händel gefolgt ist, singt bei der Uraufführung von dessen Oper Faramondo nach einer literarischen Vorlage von Apostolo Zeno am Kings’ Theatre die Titelrolle. Trotz wohlwollender Kritiken bringt es das Stück nur auf sieben Aufführungen und wird dann abgesetzt.
- 27. Januar: Die Oper Rosmira (RV 731) von Antonio Vivaldi auf das Libretto von Silvio Stampiglia wird im Teatro San Angelo in Venedig uraufgeführt.
- Januar: Das Dramma per musica in drei Akten La costanza vincitrice in amore von Geminiano Giacomelli auf das Libretto von Giuseppe Gnocchi wird in Parma im Teatro Ducale uraufgeführt.
- 08. Februar: Uraufführung der Oper Irene von Johann Adolph Hasse auf das Libretto von Stefano Pallavicini im Opernhaus am Zwinger in Dresden.
- 25. Februar: Die Opera seria Alessandro Severo von Georg Friedrich Händel hat am Londoner Kings’ Theatre ihre Uraufführung. Die Titelrolle wird wiederum von Caffarelli gesungen. Das Stück floppt und kommt bis zum 30. Mai nur auf sechs Aufführungen und wird danach nicht mehr aufgeführt.
- 04. März: Uraufführung des Maskenspiels in drei Akten Comus von Thomas Arne auf das Libretto von John Dalton im Theatre Royal Drury Lane in London.
- 15. April: Die Oper Serse von Georg Friedrich Händel, HWV 40, nach dem Stück Il Xerse von Nicolò Minato hat am Londoner Kings’ Theatre ihre Uraufführung. Auch dieses Stück wird schon nach fünf Aufführungen abgesetzt und danach fast 200 Jahre nicht mehr gespielt.
- 03. Mai: Uraufführung der Oper Gli auguri spiegati von Luca Antonio Predieri auf das Libretto von Giovanni Claudio Pasquini in Laxenburg.
- 11. Mai: Die Oper Alfonso von Johann Adolph Hasse auf das Libretto von Stefano Pallavicini wird im Opernhaus am Zwinger in Dresden uraufgeführt.
- 29. Mai: Uraufführung des Opéra-ballet Le Ballet de la paix von François Francoeur und François Rebel auf ein Libretto von Pierre-Charles Roy in Paris in der Académie royale de musique.
- 28. August: Il Parnaso accusato e difeso, ein Libretto zu einem Componimento drammatico in einem Akt von Pietro Metastasio wird in der Vertonung von Georg Reutter zur Geburtstagsfeier der Kaiserin Elisabeth Christine von Braunschweig-Wolfenbüttel in der Galerie der kaiserlichen Favorita in Wien uraufgeführt.
- 15. Oktober: La pace fra la virtù e la bellezza, ein Libretto zu einer Azione teatrale in einem Akt von Pietro Metastasio wird in der ersten Vertonung von Luca Antonio Predieri zum Namenstag der Erzherzogin Maria Theresia im großen Vorzimmer der kaiserlichen Residenz in Wien uraufgeführt.
- 04. November: Uraufführung der Oper Perseo von Luca Antonio Predieri auf das Libretto von Giovanni Claudio Pasquini in Wien.
- 19. November: Uraufführung der Oper L’alloro illustrato auf das Libretto von Giovanni Claudio Pasquini.
- Antonio Bioni – Girita
- Francesco Feo
  - Oreste (Uraufführung in Madrid im Palacio Buèn Retiro)
  - Polinice (Uraufführung in Madrid)
- Nicola Bonifacio Logroscino – Il Quinto Fabio (Libretto von Antonio Salvi)
- Giovanni Battista Pescetti – La Conquista del Vello D'Oro
- Nicola Antonio Porpora – Carlo il Calvo (Dramma per musica in drei Akten; Uraufführung in Rom im Teatro delle Dame)
- Giovanni Porta – Ifigenia in Aulide (Dramma per musica in drei Akten; Libretto von Apostolo Zeno; Uraufführung im Hoftheater in München)
- Francesco Maria Veracini
  - Partenio
  - Rosalinda (Libretto von Paolo Antonio Rolli)

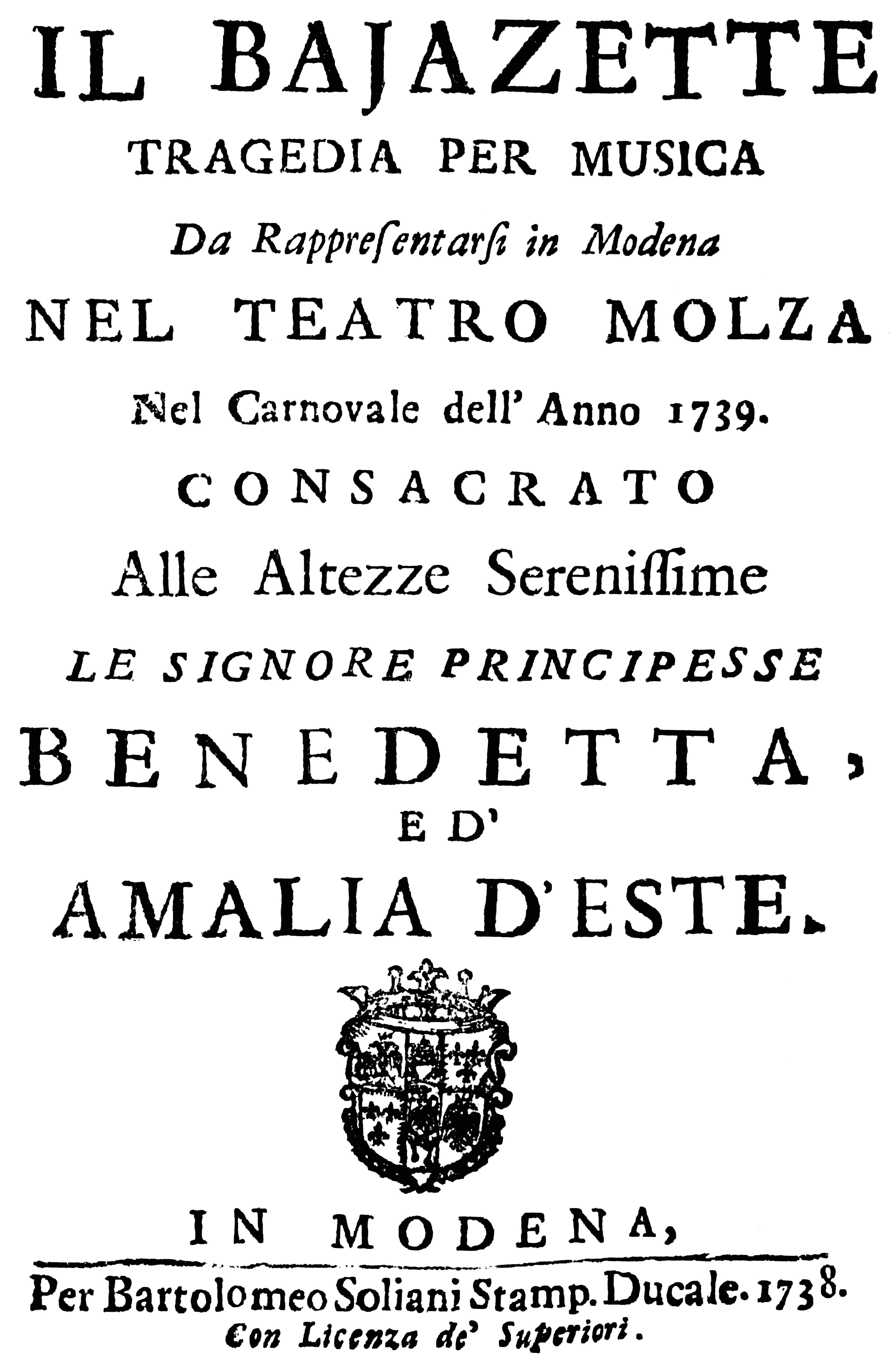
Anonym – Il Bajazette – Titelseite des Librettos – Modena 1738
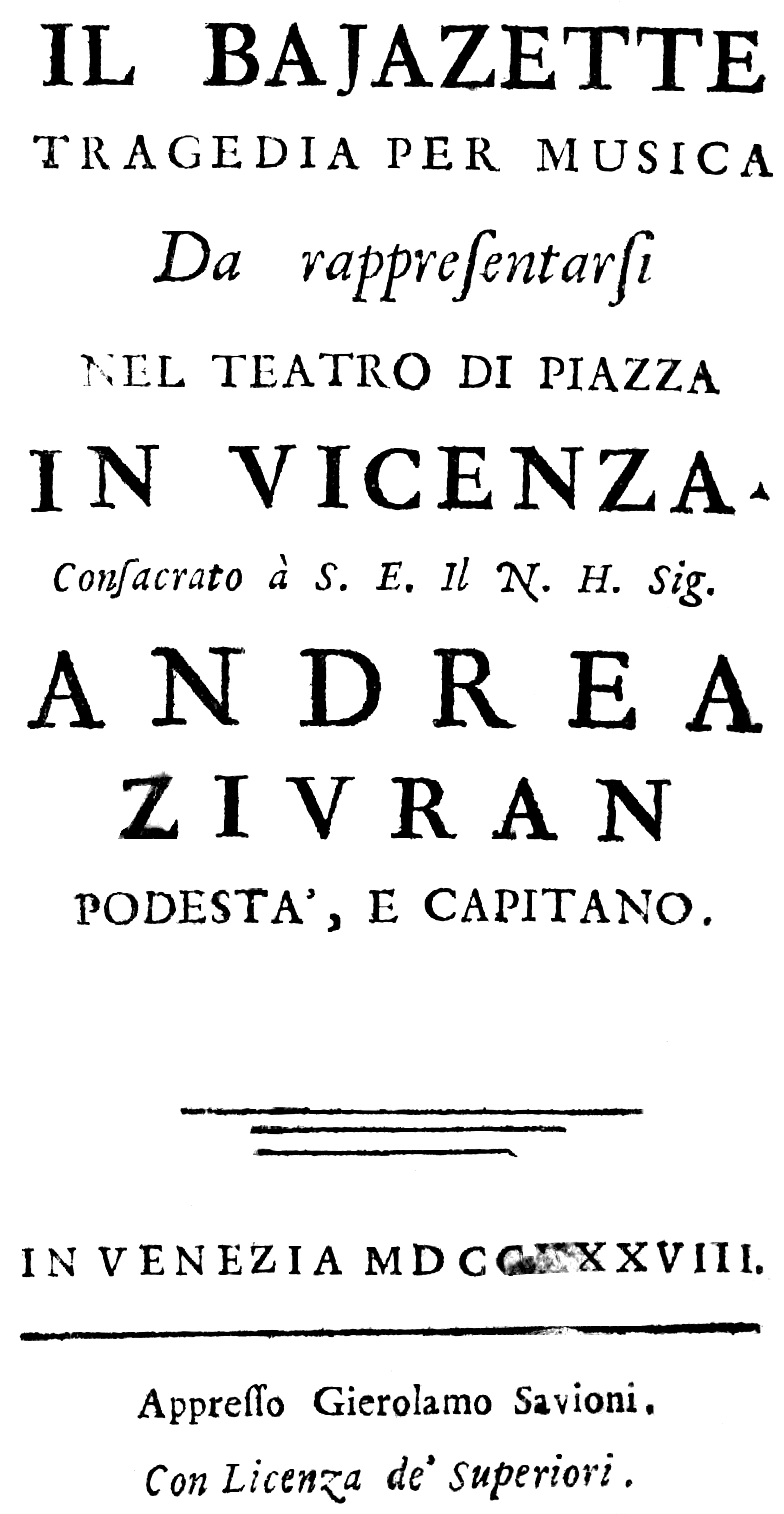
Anonym – Il Bajazette – Titelseite des Librettos – Vicenza 1738
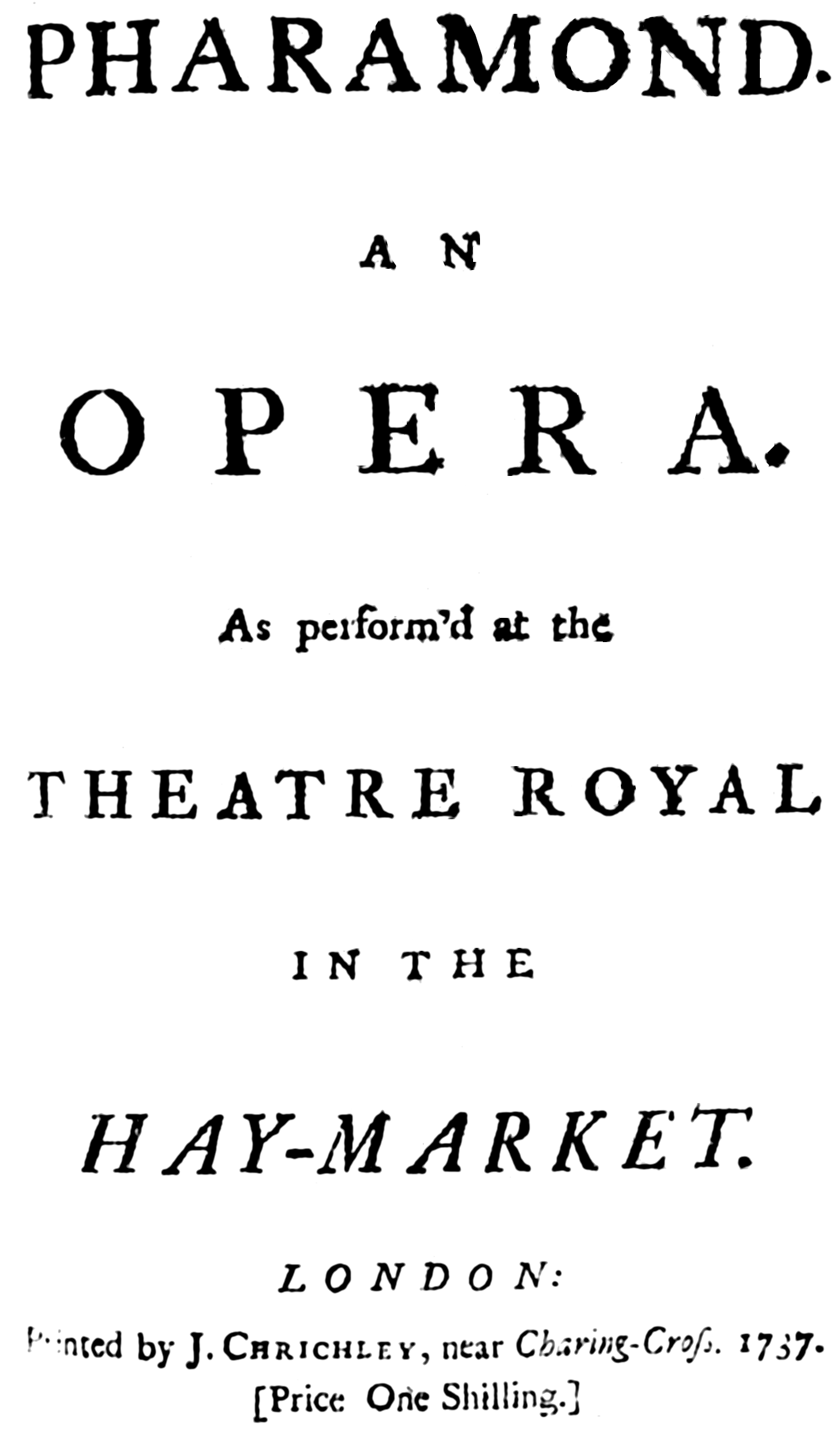
Georg Friedrich Händel – Faramondo – Titelseite des Librettos – London 1737
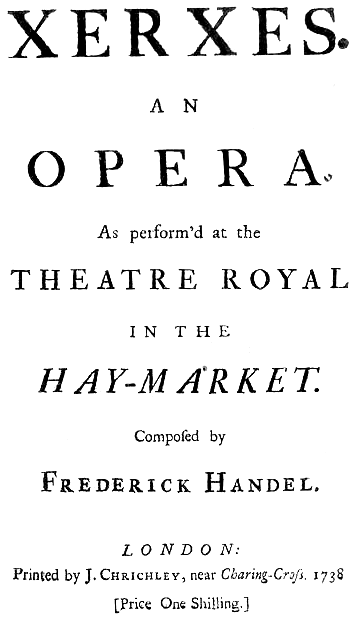
Georg Friedrich Händel – Serse – Titelseite des Librettos – London 1738
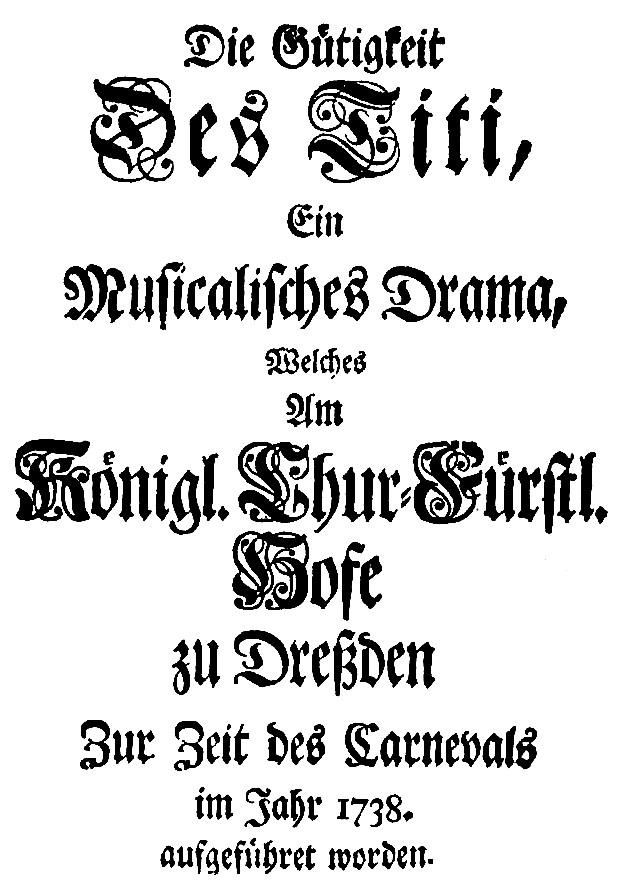
Johann Adolph Hasse – La clemenza di Tito – Titelseite des Librettos – Dresden 1738
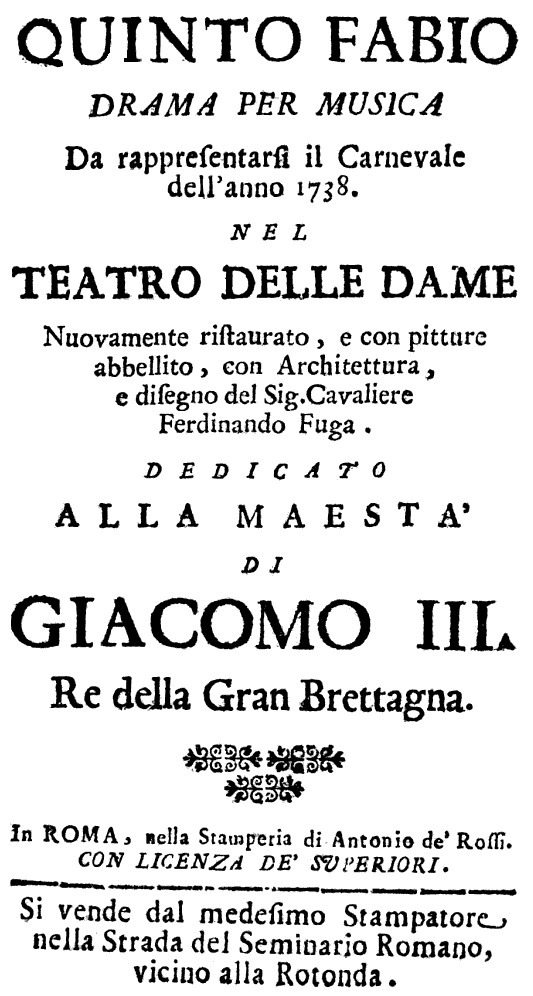
Nicola Logroscino – Quinto Fabio Titelseite des Librettos – Rom 1738
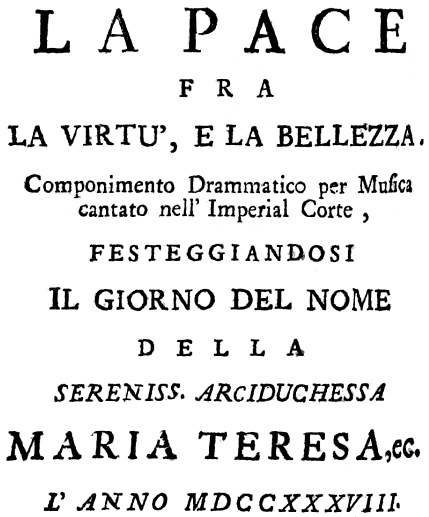
Luca Antonio Predieri – La pace fra la virtù e la bellezza – Titelseite des Librettos – Wien 1738
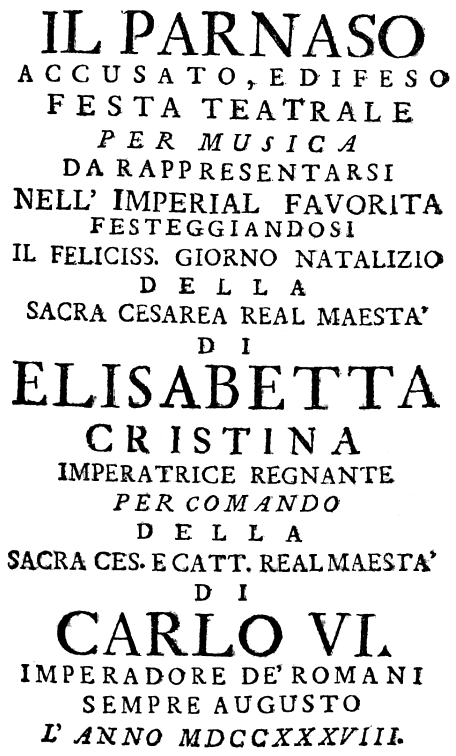
Georg Reutter – Il Parnaso accusato e difeso – Titelseite des Librettos – Wien 1738
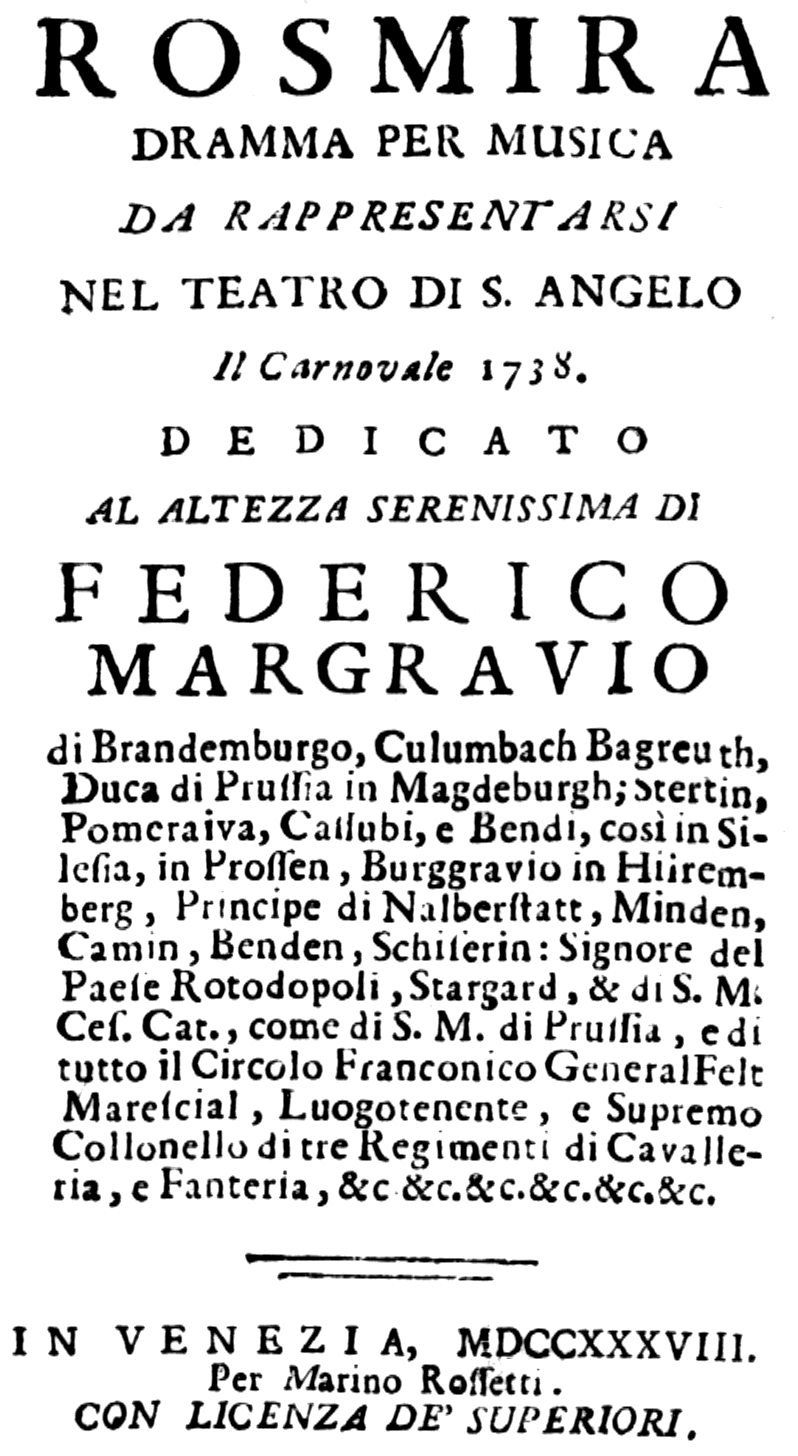
Antonio Vivaldi – Rosmira – Titelseite des Librettos – Venedig 1738

##### Oratorium
- Jean-Joseph Fiocco – Le profezie evangeliche di Isaia (1738)
- Luca Antonio Predieri – Il sacrificio d’Abramo, (Libretto von Francesca Menzoni-Giusti; Uraufführung in Wien)
- Georg Philipp Telemann – O hilf Christe, Gottes Sohn (TWV 5:23)

### Instrumentalmusik

#### Orchesterwerke
- Johann Sebastian Bach – Konzert für Flöte, Violine und Cembalo (BWV 1044; komponiert 1738–40)
- Giuseppe Antonio Brescianello – 12 Concertos, op. 1 (Amsterdam)
- Alessandro Marcello – La cetra di Eterio Stinfalico
- Giuseppe Sammartini – 6 Concerti Grossi, op. 2
- Christoph Schaffrath – Sinfonie Es-Dur (13. Juni 1738)

#### Flöte
- Joseph Bodin de Boismortier – 4 Sonates pour deux flûtes-traversières ou autres instruments, avec la basse, op. 78 (Paris)
- Johann Philipp Eisel – 6 Sonatine a Flauto Traverso Solo col Cembalo (Nürnberg)

Georg Philipp Telemann
- 18 Canons Mélodieux (TWV 40:118–123)

#### Violine
- Jacques Aubert – Triosonaten für 2 Violinen, op. 24
- Michele Corrette – L’école d’Orphée, op. 18 (Paris)

#### Violoncello
- Michele Corrette – Les délices de la solitude, op. 20 (Paris)
- Leonardo Leo – 6 Cellokonzerte (komponiert 1737–1738)

### Tastenmusik

#### Cembalo
- Johann Sebastian Bach – Cembalokonzert Nr. 3 in D-Dur (BWV 1054)
- Josse Boutmy – Pièces de clavecin, Livre 1
- Domenico Scarlatti
  - Essercizi per Gravicembalo (K.1-30)
  - 42 Suites de Pièces pour le Clavecin (K.1-42)
- Georg Philipp Telemann
  - Fugues légères & petits jeux (TWV 30:21–26)

#### Orgel
- Georg Friedrich Händel – Orgelkonzerte Nr. 1–6 op. 4 (HWV 289–294)
- Johann Gottfried Walther – Harmonisches Denck- und Danckmahl

### Vokalmusik

#### Geistlich
- Johann Sebastian Bach
  - Kantate Freue dich, erlöste Schar (BWV 30)
  - Missa F-Dur (BWV 233)
- Joseph Bodin de Boismortier – L'Automne, op. 5
- Georg Friedrich Händel – La bianca rosa (HWV 160c)
- Jan Dismas Zelenka – Miserere (ZWV 57)

#### Weltlich
- Johann Sebastian Bach – Kantate Willkommen, ihr herrschenden Götter der Erden (BWV Anhang 13)

### Lehrwerke
- Johann Sebastian Bach – Vorschriften und Grundsätze zum vierstimmigen spielen des General-Bass oder Accompagnement für seine Scholaren in der Music
- Johann Philipp Eisel – Musicus autodidaktos oder der sich selbst informirende Musicus (Erfurt)

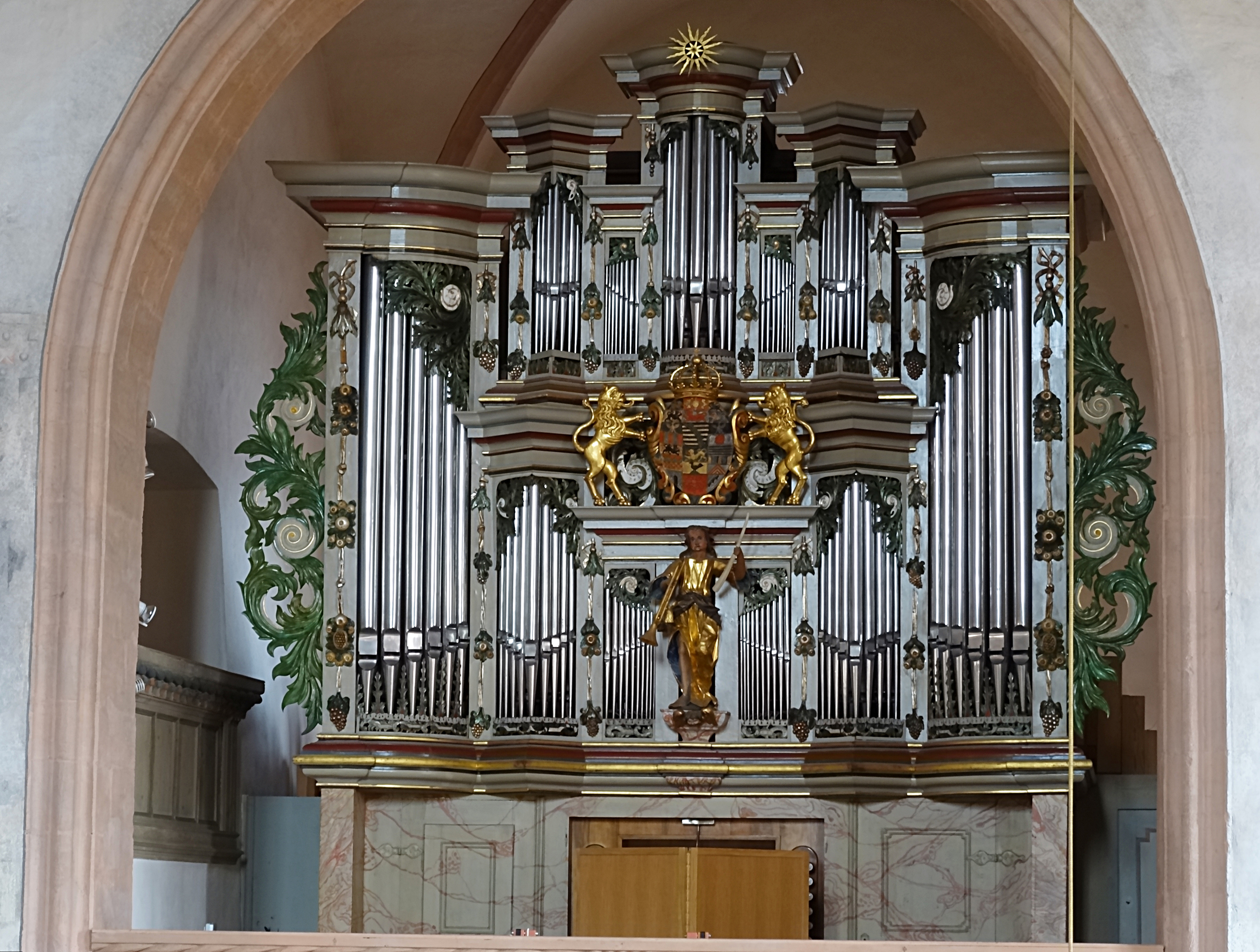
Orgel von Johann Ernst Döring, Kirchenburg Ostheim vor der Rhön

### Instrumentenbau
- Johann Ernst Döring – stellt die Orgel in der Kirchenburg Ostheim in Ostheim vor der Rhön fertig.
- Zacharias Hildebrandt – beendet die Wartung der Orgel in der Schloss- und Domkirche in Merseburg.
- Gottfried Silbermann
  - stellt nach vierjähriger Bauzeit die Orgel in der Stadtkirche in Frauenstein fertig
  - beginnt mit dem Bau der Orgel in der Kirche St. Johannis in Zittau.

## Geboren

### Geburtsdatum gesichert
- 17. April (getauft): Philip Hayes, englischer Komponist, Organist, Sänger und Dirigent († 1797)
- 01. Juni: Johann Christoph Oley, deutscher Komponist und Organist († 1789)
- 03. Juni: Pierre Vachon, französischer Geiger und Komponist († 1803)
- 29. Juni: Constantin Reindl, Schweizer Komponist und Theologe († 1799)
- 10. August: Anna Bon di Venezia, italienische Komponistin, Sängerin und Cembalistin († nach 1767)
- 12. August: Christoph Georg Ludwig Meister, deutscher reformierter Geistlicher, Theologe und Kirchenlieddichter († 1811)
- 14. August: Leopold Hofmann, österreichischer Komponist († 1793)
- 20. September: Jeroným Brixi, böhmischer Organist, Kantor und Komponist († 1803)
- 11. Oktober: Filippo Maria Gherardeschi, italienischer Komponist und Organist († 1808)
- 01. November: Johann Samuel Petri, deutscher Komponist, Pädagoge, Kantor und Autor († 1808)
- 15. November: Wilhelm Herschel, deutsch-britischer Astronom, Musiker und Komponist († 1822)
- 22. November: Johann Wilhelm Wolfgang Breithaupt, deutscher evangelischer Theologe und Lieddichter († 1818)
- 14. Dezember: Jan Antonín Koželuh, böhmischer Komponist († 1814)

### Genaues Geburtsdatum unbekannt
- Carlo Besozzi, italienischer Oboist und Komponist († 1791)
- Anselm Viola i Valentí, katalanischer Musikpädagoge und Komponist († 1798)

### Geboren um 1738
- 1737 oder 1738: Sophie Friederike Hensel, sächsische Schauspielerin und Librettistin († 1789)

## Gestorben
- 06. Januar: Franz Xaver Murschhauser, deutscher Musiker und Komponist (* 1663)
- 17. Januar: Jean-François Dandrieu, französischer Cembalist, Organist und Komponist (* um 1682)
- 18. März: Juan de Herrera y Chumacero, kolumbianischer Priester, Kapellmeister und Komponist (* um 1665)

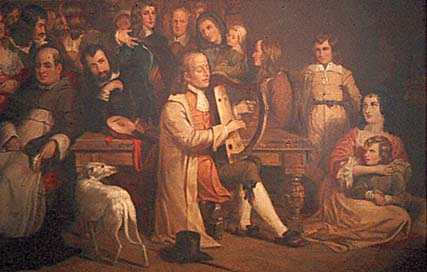
Turlough O’Carolan; † 25. März

- 25. März: Turlough O’Carolan, irischer Komponist und Harfenspieler (* 1670)
- 07. Mai: Heinrich Gottlieb Herbst, deutscher Orgelbauer (* 1689)
- 03. Juni: José de Torres, spanischer Organist, Komponist, Musiktheoretiker und Verleger (* 1670)
- 05. Juni: Johannes Creutzburg, deutscher Orgelbauer (* 1686)
- 29. August: Georg Reutter der Ältere, Organist und Komponist (* 1656)
- 24. September: Carlo Agostino Badia, italienischer Komponist (* 1672)
- 04. Oktober: Johann Conrad Wegmann, deutsch-schweizerischer Orgelbauer (* 1699)
- 22. Dezember: Jean-Joseph Mouret, französischer Komponist (* 1682)